# Celulární rádiová síť

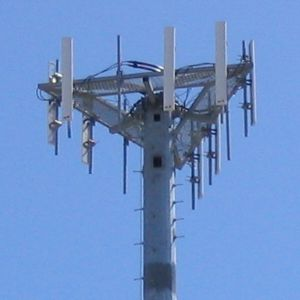
Vrchol stožáru s anténním systémem základnové stanice

Celulární neboli buňková rádiová síť je rádiová telekomunikační síť, v níž komunikaci v rozlehlejší geografické oblasti zajišťuje množství základnových stanic, které svým dosahem vytvářejí soustavu vzájemně se překrývajících poměrně malých buněk. Název celulární pochází z latinského slova „celula“ neboli buňka.
Díky použití rádiových vln nejsou jednotlivé stanice vázány na místa, kde končí komunikační vedení, proto mluvíme o mobilních stanicích. Spojení jednotlivých buněk poskytuje rádiové pokrytí větší geografické oblasti. To umožňuje, aby větší množství přenosných stanic (např. mobilní telefony, pagery, apod.) mohlo komunikovat spolu navzájem a s pevnými stanicemi a telefony kdekoli v síti, prostřednictvím základnových stanic, i když se některé z mobilních stanic během vysílání pohybují mezi buňkami.
Každá buňka celulární sítě je obsluhována vysílačem a přijímačem, které pokrývají určité území, jenž navazuje na území pokryté jinými buňkami (vysílači). Mobility management sítě vhodným způsobem automaticky přepojuje mobilního účastníka mezi jednotlivými buňkami, aby mohl používat služby sítě bez potřeby manuálního přepínání a výběru jednotlivých vysílačů. Celulární radiové sítě se používají pro přenos hovorů a dat a je možné je dále dělit na veřejné (např. sítě mobilních telefonů) a neveřejné (firemní sítě, policie, atd.).
V České republice byla jako první veřejná celulární síť zprovozněna síť NMT 450 firmy Eurotel v posledním desetiletí dvacátého století. V současné době se provozují sítě GSM, UMTS, CDMA a v neveřejných službách pak systémy na bázi MATRA, TETRA, TETRAPOL, MPT1327, SmartNet a další.
Celulární systémy pracují frekvencích od 300 MHz do cca 3 GHz.

Struktura mobilní sítě 2.5G

Buňkové sítě mají následující výhody oproti jiným řešením:
- jsou dostatečně flexibilní, aby používaly vlastnosti a funkce dostupné ve většině veřejných i privátních sítí[1]
- větší kapacita
- menší potřebný vysílací výkon
- větší oblast pokrytí
- omezené rušení jinými signály

Příklad jednoduchého buňkového systém, který je předchůdcem mobilních telefonních sítí, je rádiový systém používaný taxislužbou. Společnost provozující taxislužbu má několik vysílačů rozmístěných po městě, které mohou komunikovat spolu navzájem.

## Koncept

Příklad znovupoužití frekvencí s faktorem 1/4

Aby uživatel telefonu nebyl vázán pouze na místa, kde je k dispozici telefonní vedení, používají mobilní telefony pro komunikaci rádiové vlny. Rádiové vlny mají omezený dosah, který závisí na mnoha faktorech; mezi nejvýznamnější patří:
- výkon vysílače
- zisk vysílací antény
- frekvence
- prostředí šíření vln (nejlepší ve volném prostoru, přes zeminu, vodu, zdi je šíření velmi špatné)
- vzdálenost
- zisk přijímací antény
- citlivost přijímače

Pokud by mobilní telefony komunikovaly spolu přímo, dosažení potřebných parametrů by šlo na úkor pohodlí uživatele (větší výkon; větší odběr z baterie; nižší výdrž nebo větší hmotnost baterie; lepší anténa rozměrnější s nutností směrování; lepší prostředí pro šíření vln; telefonovat ze střechy nebo z rozhledny). Proto mobilní telefony komunikují se základnovými stanicemi, které mohou používat vyšší výkon vysílače, kvalitnější přijímač, směrové antény s vyšším ziskem umístěné vysoko na terénem. Pro pokrytí území většího než několik desítek kilometrů čtverečních je potřeba použít více základnových stanic, které zajistí, že mobilní telefon je vždy dostatečně blízko od nejméně jedné z nich.
Buňkový rádiový systém. Geografická oblast, která má být pokryta rádiovou službou, je rozdělena na buňky pravidelných tvarů, které mohou být šestiúhelníkové, čtvercové, kruhové nebo jiných pravidelných tvarů, ale šestiúhelníkové buňky jsou nejpoužívanější. Každé z buněk je přiděleno několik frekvencí
(f1 - f6), které mají odpovídající rádiové základnové stanice. Stejné frekvence mohou být použity v jiných buňkách, za předpokladu, že stejné frekvence nejsou znovu použity v sousedních buňkách, což by způsobovalo mezikanálové rušení.
Zvětšená kapacita buňkové sítě v porovnání se sítí s jedním vysílačem pramení z faktu, že stejné radiové frekvence mohou být znovu použity v různých oblastech pro úplně jiná vysílání. V případě jediného vysílače, pouze jeden přenos vysílání může být použit na libovolné frekvenci. Naneštěstí existuje nevyhnutelně určitá úroveň rušení signálem z ostatních buněk, které používají stejné frekvence. Proto u FDMA systémů musí být mezi dvěma buňkami, které používají stejnou frekvenci, aspoň jedna buňka, která jí nepoužívá.
V jednoduchém případě rádiové sítě taxislužby umožňuje každá stanice ruční výběr kanálu. Když řidič přejede z oblasti pokryté jednou základnovou stanicí do jiné, musí přeladit na jiný kanál. Řidiči vědí, jaká frekvence přibližně pokrývá jakou oblast. Když nemohou zachytit signál ze základnové stanice, zkoušejí další kanály, dokud nenajdou kanál, v němž je dostatečně silný signál základnové stanice. V každém okamžiku může vysílat pouze jeden taxikář, ten, který je vybrán operátorem základnové stanice (což funguje jako time division multiple access (TDMA)).

## Kódování buňkových signálů
Pro rozlišení signálů z několika různých vysílačů se používá frekvenční multiplex (FDMA) a kódové dělení (CDMA).
U FDMA se vysílací a přijímací frekvence použité v každé buňce liší od frekvencí použitých v sousedních buňkách. V jednoduché síti taxislužby taxikář musí ručně přeladit na frekvenci zvolené buňky, aby komunikoval se stanicí, která má nejsilnější signál, a která není rušena signály z jiných buněk.
Princip CDMA je složitější, ale výsledek je stejný: mobilní stanice si mohou vybrat jednu buňku, se kterou budou komunikovat.
Ostatní metody multiplexování, jako polarization division multiple access (PDMA) a time division multiple access (TDMA), nelze použít pro oddělení signálu z jedné buňky od jiných, protože efekt obou se liší podle místa. Time division multiple access se však v mnoha systémech používá v kombinaci s FDMA nebo CDMA pro zvětšení počtu komunikačních kanálů v jedné buňce.

## Znovupoužití frekvencí
Klíčovou charakteristikou buňkové sítě je možnost používat stejnou frekvenci v různých buňkách pro zvýšení pokrytí a kapacity. Jak je uvedeno výše, sousední buňky musí používat různé frekvence, ale není problém, aby dvě vzdálenější buňky používaly stejné frekvence. Faktory, které ovlivňují znovupoužitelnost frekvencí, jsou bezpečnostní vzdálenost a reuse faktor.
Bezpečnostní vzdálenost (reuse distance) D se počítá podle vzorce
{\displaystyle D=R{\sqrt {3N}},\,}
kde R je poloměr buňky a N je počet buněk ve skupině, která používá odlišné frekvence. Poloměr buněk může kolísat v rozsahu 1 km až 30 km. Okraje buněk se navíc musí překrývat a velké buňky mohou být rozděleny na menší.
Faktor znovupoužití frekvence je poměr, v němž stejné frekvence mohou být použity v síti. Vyjadřuje se jako 1/K (u některých autorů K), kde K je počet buněk, které nemohou používat stejné frekvence pro vysílání. Obvyklé hodnoty pro faktor frekvenčního znovupoužití jsou 1/3, 1/4, 1/7, 1/9 a 1/12 (nebo 3, 4, 7, 9 a 12 podle způsobu zápisu).
Při použití N sektorových antén nasměrovaných do různých směrů z jedné základnové stanice, může základnová stanice obsluhovat N sektorů. N je obvykle 3. reuse pattern N/K označuje další rozdělení frekvence mezi N sektorových antén na základnovou stanici. Mezi poměry používané v současných a historických sítích jsou 3/7 (severoamerický AMPS), 6/4 (NAMPS firmy Motorola), a 3/4 (GSM).
Pokud celková dostupná šířka pásma je B, může každá buňka používat nejvýše pásmo šířky B/K, a každý sektor pásmo šířky B/NK.
Systémy používající kódový multiplex (anglicky Code division multiple access, CDMA) používají širší frekvenční pásmo pro dosažení stejné rychlosti vysílání jako FDMA, což je ale vyrovnáno schopností používat faktor frekvenčního znovuvyužití 1, například s reuse pattern 1/1. Jinými slovy, sousední základnové stanice používají stejné frekvence, a různé základnové stanice a uživatelé jsou rozlišeny pomocí kódů místo frekvencí. I když N je v tomto případě 1, neznamená to, že CDMA buňka má pouze jeden sektor, ale celá šířka pásma buňky je dostupná v každém sektoru.
Podle velikosti města, rádiový systém taxislužby nemusí opakovaně používat stejné frekvence v jednom městě, ale v jiných městech mohou být použity stejné frekvence. Naproti tomu ve velkých městech bude nutné, aby se stejná frekvence používala ve více místech.
V poslední době se používají i systémy využívající ortogonální multiplex s frekvenčním dělením jako LTE s frekvenčním znovupoužitím 1. Protože takové systémy nešíří signál v různých frekvenčních pásmech,
mezibuňkový management rádiových prostředků musí být použit pro koordinaci přidělování prostředků mezi základnovými stanicemi a pro omezení mezibuňkového rušení. Existují různé prostředky Inter-cell Interference Coordination (ICIC) definované různými standardy. Koordinované plánování, MIMO pro vícesektorové antény stejně jako tvarování vyzařovacího diagramu jsou další příklady správy mezibuňkových rádiových prostředků, které mohou být v budoucnu standardizovány.

## Použití směrových antén
I když původní anténní stožáry základnových stanic byly uprostřed buňky a používaly všesměrové antény, mapa buněk může být překreslena se základnovými stanicemi umístěnými v místě, kde se stýkají tři buňky. Každá věž má tři sady směrových antén nasměrované do tří různých směrů, které se liší o 120° pro každou buňku (celkem 360°) a přijímají/vysílají do třech různých buněk na různých frekvencích. To poskytuje minimálně tři kanály (ze tří věží) pro každou buňku. Čísla na obrázku jsou čísla kanálů, které se opakují každé 3 buňky. Větší buňky mohou být dále rozděleny na menší v místech, kde se očekává větší provoz.

## Broadcast zprávy a stránkování
Prakticky každý buňkový systém používá nějakou metodu vysílání pro všechny (broadcast). To může být použito přímo pro distribuci informací více mobilním stanicím, například v systémech mobilní telefonie, ale nejdůležitější použití všeobecného vysílání je pro předávání informací o kanálu, který má používat mobilní stanice pro komunikaci se základnovou stanicí. Tento postup se nazývá stránkování. Používají se tři způsoby stránkování: sekvenční, paralelní a selektivní.
V různých sítích se detaily procesu stránkování liší, ale obvykle je známý omezený počet buněk, kde se může telefon nacházet (tato skupina buněk se v GSM a UMTS nazývá Location Area, v GPRS (paketová data) se nazývá Routing Area; u LTE, jsou buňky seskupeny do tak zvaných Tracking Areas). Stránkování se provádí posíláním broadcast zpráv všem těmto buňkám. Stránkovací zprávy mohou být použity i pro přenos informací. To se stává u pagerů, v CDMA2000 systémech pro posílání SMS zpráv, a v UMTS sítích, kde umožňuje dosažení nízké latence pro downlink v paketových spojeních.

## Přechod mezi buňkami a handover
V jednoduchém rádiovém systému taxislužby, když taxi vyjede z prostoru pokrytého signálem jedné základnové stanice do prostoru pokrytého jinou, taxikář musí ručně přeladit z jedné frekvence na jinou podle potřeby. Pokud byla komunikace přerušena kvůli ztrátě signálu, taxikář musí požádat operátora základnové stanice o zopakování zprávy na nové frekvenci.
Pokud se v buňkovém systému mobilní stanice při komunikaci pohybují mezi buňkami, přechod mezi frekvencemi buněk se děje elektronicky bez přerušení a bez zásahu operátora základnové stanice nebo ruční akce účastníka. Toto se nazývá předání spojení (anglicky handover, v USA handoff). Nový kanál je typicky vybrán automaticky pro mobilní stanici na nové základnové stanici, která s ní bude komunikovat. Mobilní zařízení pak automaticky přepne z aktuálního kanálu na nový kanál a komunikace pokračuje.
Detailní postup, jak mobilní stanice přechází od jedné základnová stanice k jiné, jsou v různých sítích různé (viz příklad níže jak mobilní síť provádí handover).

## Síť mobilních telefonů

Architektura GSM sítě

Nejdůležitější příklad buňkové sítě je mobilní síť. Mobilní telefon je přenosný telefon, který přijímá nebo navazuje spojení pomocí (základnové stanice) nebo vysílací věže. Pro komunikaci s mobilním telefonem se používají rádiové vlny.
Moderní mobilní sítě používají buňkovou architekturu, protože rádiové frekvence jsou omezený sdílený prostředek. Základnové stanice a telefony mění frekvenci podle příkazů počítače a používají vysílače s nízkým výkonem, takže omezený počet rádiových frekvencí může být současně používán mnoha volajícími s nižším rušením.
Mobilní operátor používá buňkovou síť, aby dosáhl jak pokrytí tak potřebnou komunikační kapacitu pro své účastníky. Větší geografické oblasti jsou rozděleny na menší buňky, aby se zabránilo ztrátě signálu, který příliš nepřesahuje přímou viditelnost a umožnilo pracovat v dané oblasti většímu počtu aktivních telefonů. Všechny základnové stanice jsou propojeny s mobilní telefonní ústřednou, která zajišťuje připojení na veřejnou telefonní síť.
Ve větších městech mají buňky velikost do 1 kilometru, zatímco ve venkovských oblastech mohou mít velikost do 10 km. V nezastavěných otevřených oblastech se může uživatel připojovat k základnovým stanicím až na vzdálenost 40 km.
Protože téměř všechny mobilní telefony používají buňkovou technologii, včetně GSM, CDMA2000, a AMPS (analog), termín "buňkový telefon" je v některých zemích, např. v USA ekvivalentem termínu "mobilní telefon". Satelitní telefony, které nekomunikují s pozemní základnovou stanicí přímo, ale nepřímo pomocí satelitu, jsou také mobilní telefony.
Mezi nejrozšířenější technologie digitálních buňkových sítí patří:
- Global System for Mobile Communications (GSM)
- General Packet Radio Service (GPRS)
- Code Division Multiple Access (CDMA)
- Evolution-Data Optimized (EV-DO)
- Enhanced Data Rates for GSM Evolution (EDGE)
- 3GSM
- Digital Enhanced Cordless Telecommunications (DECT)
- D-AMPS (IS-136/TDMA)
- Integrated Digital Enhanced Network (iDEN).

### Struktura mobilní buňkové sítě
Základní prvky buňkové mobilní rádiové sítě jsou:
- Síť rádiových základnových stanic, která vytváří systém základnových stanic.
- Síťový spojovací subsystém pro přenos telefonních hovorů a textových zpráv
- General Packet Radio Service – síť s přepojováním paketů pro přenos mobilních dat
- Veřejná telefonní síť pro připojení účastníků do větší telefonní sítě

Tato síť je základem sítě GSM. Mnoho funkcí, které síť provádí, aby poskytla účastníkovi požadované služby včetně řízení mobility, registrace, spojování hovorů, a předávání mezi buňkami.
Libovolný telefon se připojuje do sítě prostřednictvím RBS (Radio Base Station) přes základnovou stanici, které zajišťuje propojení s mobilní telefonní ústřednou (anglicky Mobile switching center, MSC). MSC poskytuje připojení k veřejné telefonní síti (PSTN). Směr z telefonu k RBS se nazývá uplink, opačný směr downlink.
Pro efektivní využití radiových kanálů se používají následující multiplexní a přístupová schémata: frekvenční multiplex (FDMA), časový multiplex (TDMA), kódový multiplex (CDMA), a prostorový multiplex (SDMA).

### Cellular handover v mobilní sítích
Když se uživatel s telefonem přesune během hovoru z oblasti jedné buňky do jiné, mobilní stanice začne hledat nový kanál, aby se k němu připojila a aby nedošlo k přerušení hovoru. Jakmile nový kanál najde, síť dá příkaz mobilní jednotce, aby přepnula na nový signalizační i hovorový kanál.
U CDMA sdílí více telefonů jeden rádiový kanál. Signály jsou rozlišovány pomocí pseudonáhodného kódu (PN kód), který je pro každý telefon jiný. Když se účastník pohybuje mezi buňkami, telefon navazuje radiové spojení s více základnovými stanicemi (nebo sektory jedné stanice) současně. Tomu se říká "soft handoff", protože na rozdíl od tradiční buňkové technologie neexistuje žádný definovaný bod, kde telefon přepíná na novou buňku.
U IS-95 a u starších analogových systémů jako NMT není možné před přechodem mezi frekvencemi testovat budoucí kanál během komunikace. V tomto případě se musí používat jiné techniky  jako pilotní majáky v IS-95. To znamená, že při hledání nového kanálu se téměř vždy objeví krátká přestávka v komunikaci následované nebezpečím neočekávaného návratu na starý kanál.
Pokud komunikace neprobíhá nebo může být přerušena, je možné, aby mobilní jednotka přešla sama z jedné buňky do jiné a pak to oznámila základnové stanici se silnějším signálem.

### Volba frekvence v mobilních sítích
Vliv frekvence na velikost buňky znamená, že určité frekvence slouží lépe pro určitá účely. Nižší frekvence, jako 450 MHz NMT, slouží velmi dobře pro pokrytí venkova. GSM 900 (900 MHz) je vhodné pro řidčeji osídlené městské oblasti. Frekvence GSM 1800 (1.8 GHz) jsou omezovány stavebními konstrukcemi. UMTS s frekvencí 2.1 GHz má velmi podobné vlastnosti jako GSM 1800.
Vyšší frekvence jsou nevýhodné z hlediska velikosti pokrytí, ale výhodné z hlediska kapacity. Tak je možné používat pikobuňky pokrývající např. jedno poschodí budovy, a stejné frekvence mohou být použity i pro téměř sousedící buňky.
Oblast buňky se může také měnit kvůli rušení od ostatních vysílačů uvnitř i mimo buňku. To platí zvláště pro CDMA systémy. Přijímač vyžaduje určitý odstup signál-šum, vysílač nesmí vysílat příliš vysokým výkonem, aby nezpůsoboval rušení ostatních vysílačů. Když se přijímač vzdaluje od vysílače, přijímaný výkon se snižuje, takže algoritmus řízení výkonu (power control) vysílače zvětšuje vysílací výkon, aby se dosáhlo požadované úrovně přijímaného signálu. Když rušení (noise) převýší signál přijímaný z vysílače, a výkon vysílače už nemůže být zvýšen, signál začne být narušen a nakonec se stane nepoužitelným. V systémech používajících CDMA, je vliv rušení od jiných mobilních vysílačů ve stejné buňce v oblasti pokrytí velmi znatelný a říká se mu dýchání buněk.
Buňkové pokrytí lze vidět na mapách pokrytí poskytovaných skutečnými operátory na jejich webech. V některých případech je na nich vyznačeno i umístění vysílače, v jiných jej lze určit podle místa nejsilnějšího signálu.

### Porovnání pokrytí v závislosti na frekvenci
Následující tabulka ukazuje závislost oblasti pokrytí jedné buňky na frekvenci pro síť CDMA2000:
| Frekvence (MHz) | Poloměr buňky (km) | Plocha buňky (km2) | Relativní počet buněk |
| --------------- | ------------------ | ------------------ | --------------------- |
| 450             | 48.9               | 7521               | 1                     |
| 950             | 26.9               | 2269               | 3.3                   |
| 1800            | 14.0               | 618                | 12.2                  |
| 2100            | 12.0               | 449                | 16.2                  |